# Vásárosnamény
Vásárosnamény is een plaats (város) en gemeente in het Hongaarse comitaat Szabolcs-Szatmár-Bereg. Vásárosnamény telt 9380 inwoners (2005). Sinds 2014 is de stad verbonden met de Hongaarse hoofdstad Boedapest middels de autosnelweg M3 (Hongarije).

## Geschiedenis
Vásárosnamény werd voor het eerst genoemd in het jaar 1214 als Namény. Vanaf het jaar 1418 had de plaats recht op het houden van een markt en uit die tijd stamt de huidige naam (Vásár = markt in het Hongaars). Tot 1923 was de stad onderdeel van het oude comitaat Bereg, daarna werd het onderdeel van het comitaat Szabolcs-Szatmár-Bereg dat werd gevormd uit de restanten van deze drie comitaten die binnen de grenzen van het veel kleinere hedendaagse Hongarije bleven.

## Bezienswaardigheden

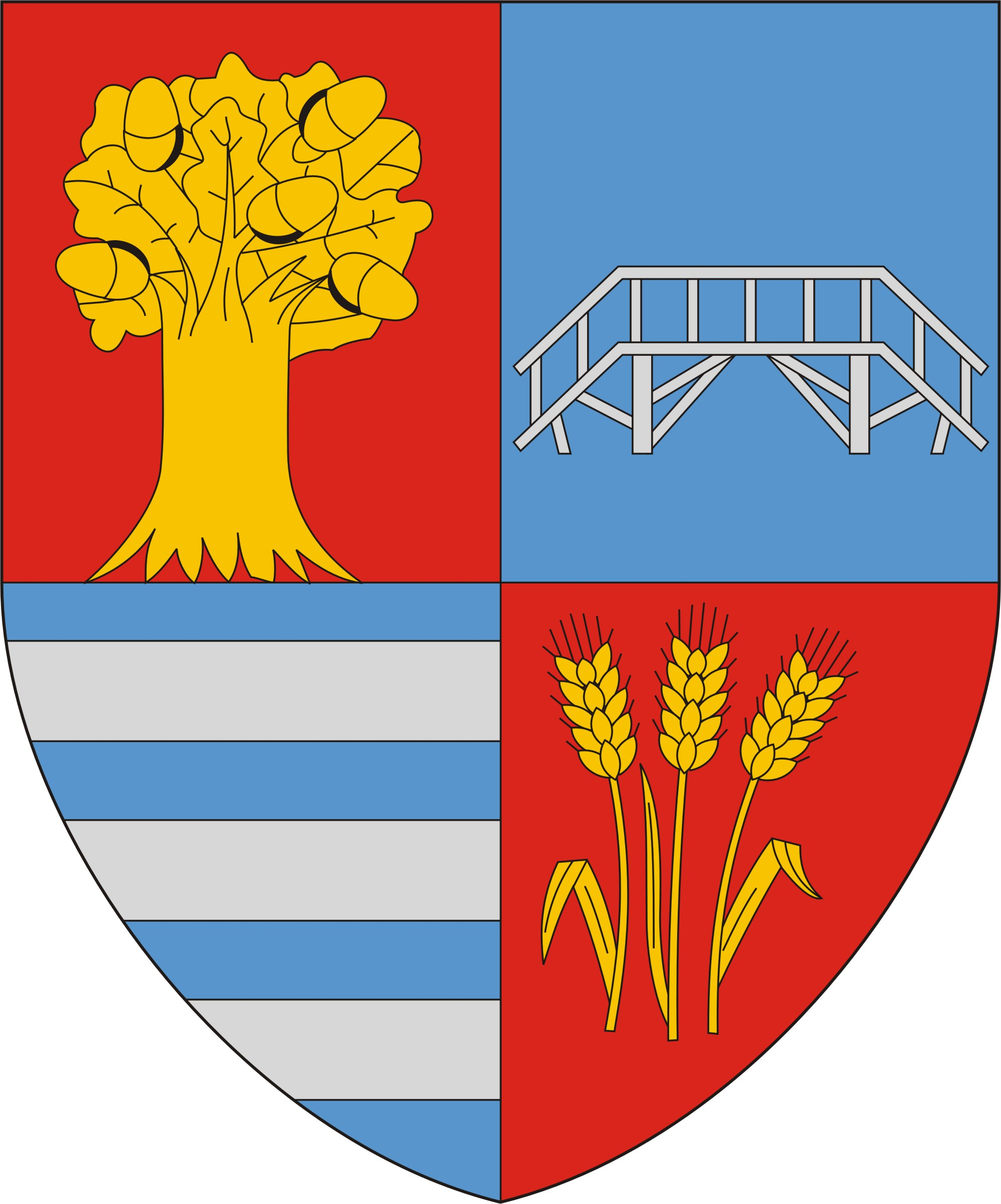
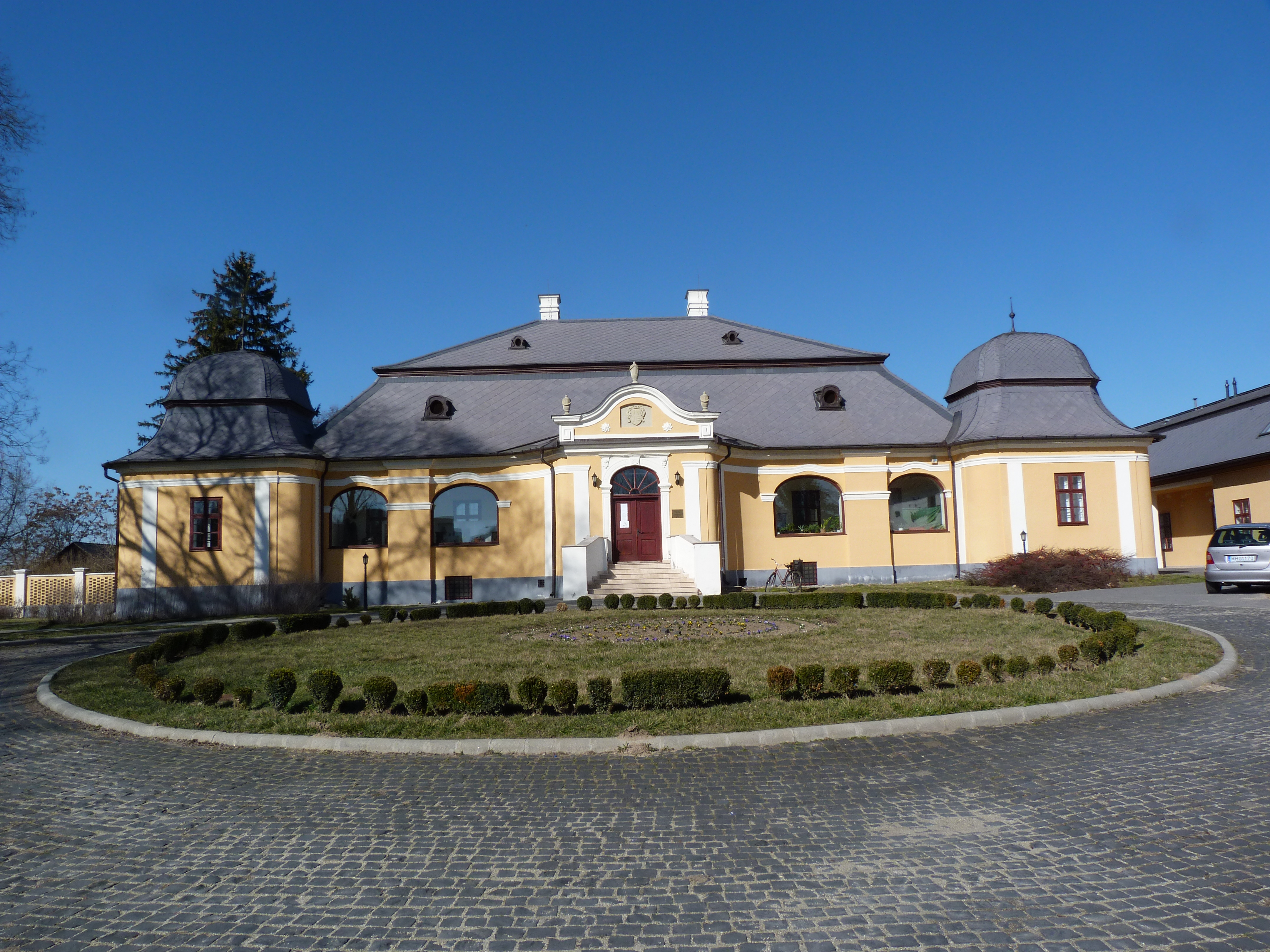
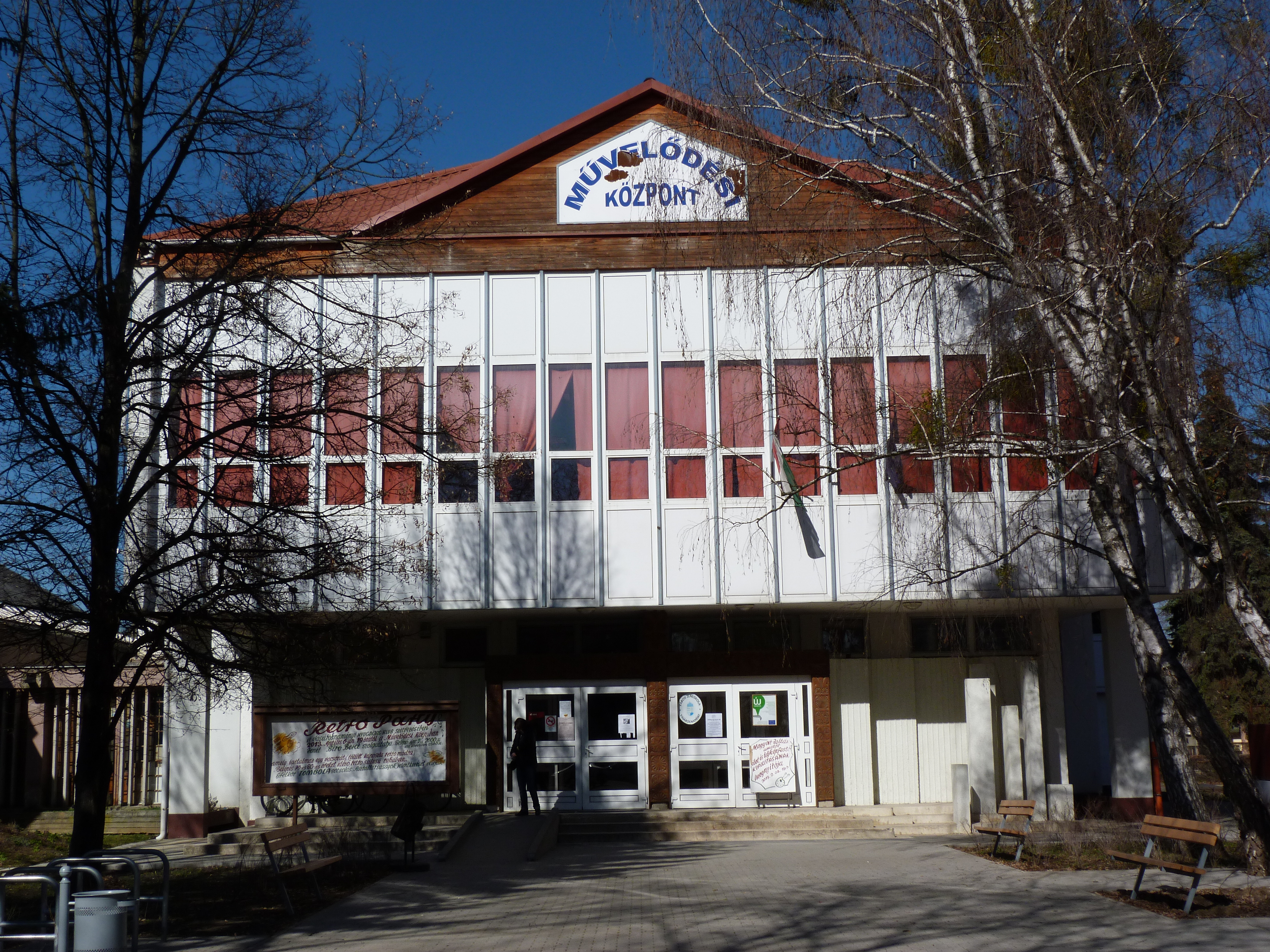

- Rooms Katholieke kerk
- Tomcsány kasteel
- Eötvös-kúria (landhuis)